# Grewia madagascariensis
Grewia madagascariensis là một loài thực vật có hoa trong họ Cẩm quỳ. Loài này được Capuron mô tả khoa học đầu tiên.